# Pumpspeicherkraftwerk

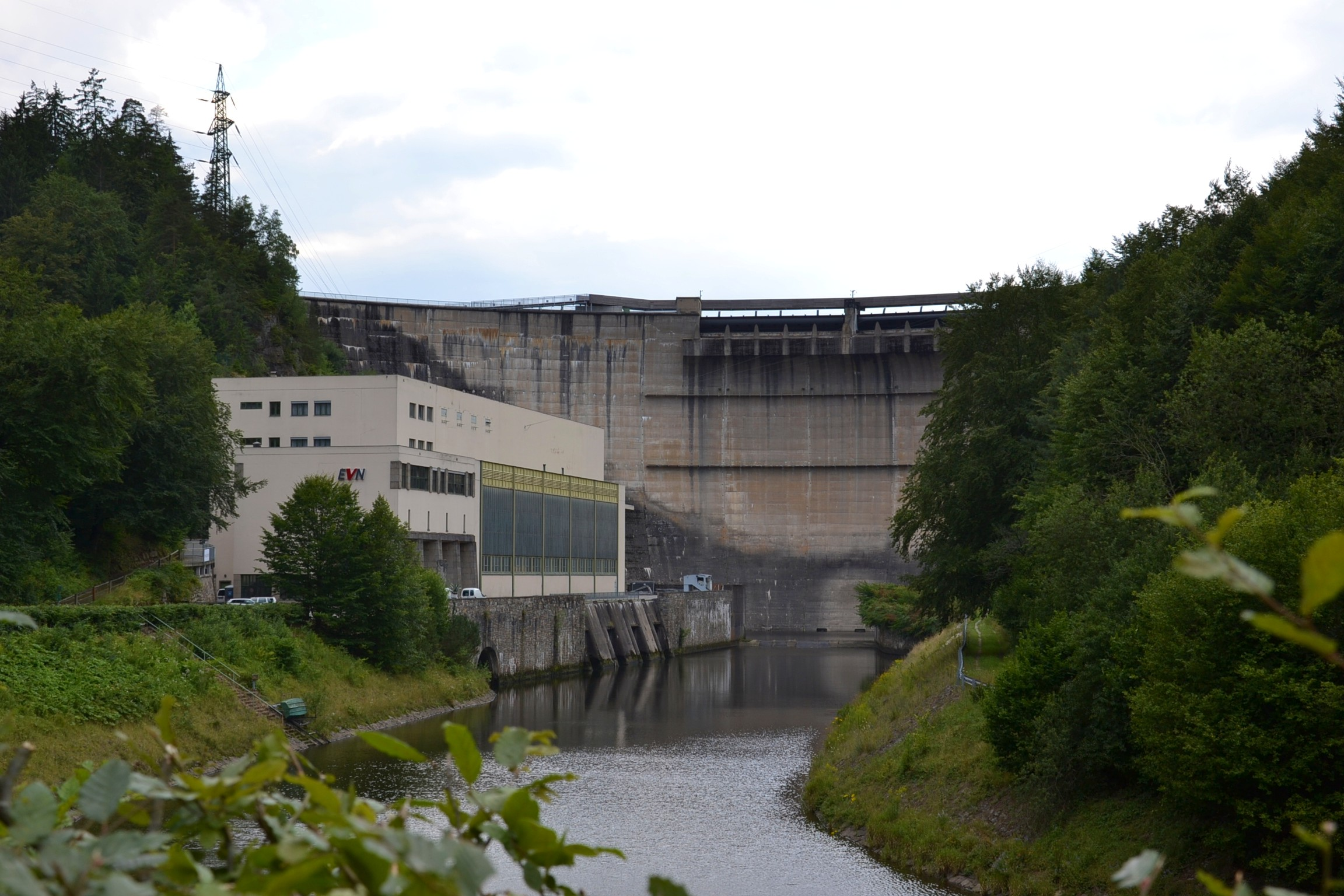
Staumauer des Kraftwerks Ottenstein mit dem Krafthaus, in welchem zwei Pumpen mit je 9 MW Leistung und vier Turbinen mit je 12 MW Leistung untergebracht sind

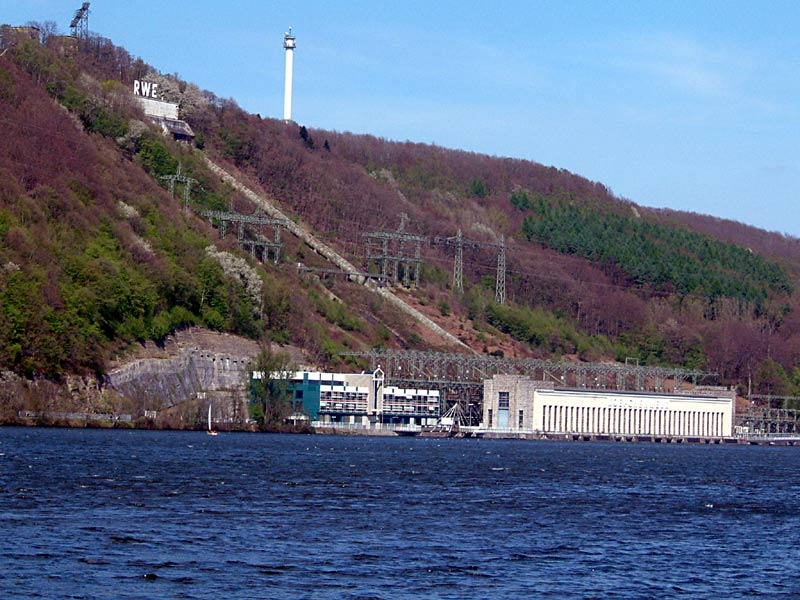
Das Koepchenwerk in Herdecke

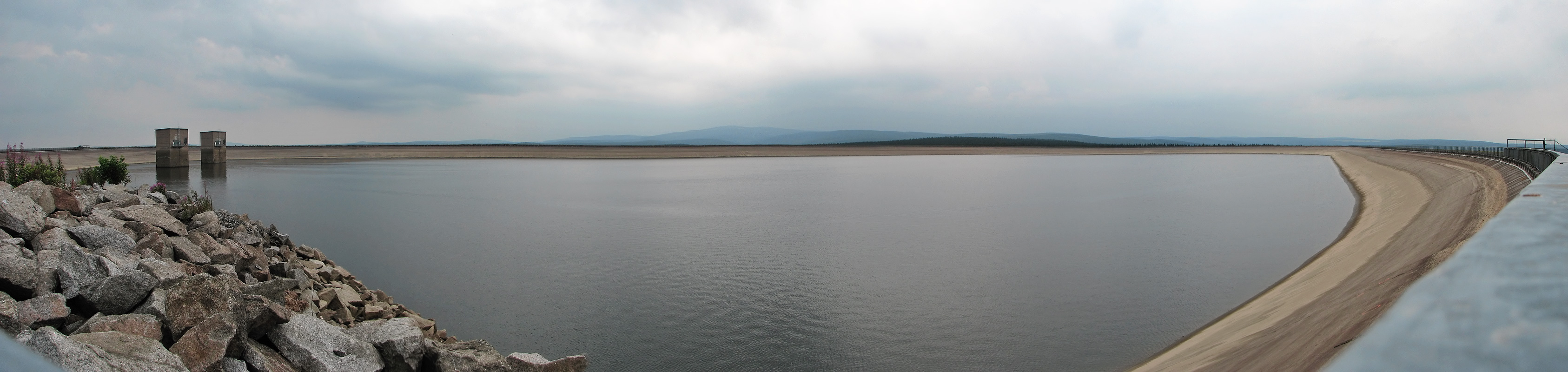
Pumpspeicherwerk Markersbach – Oberbecken

Ein Pumpspeicherkraftwerk, auch Pumpspeicher oder Pumpspeicherwerk, abgekürzt PSW, ist ein Speicherkraftwerk, das elektrische Energie in Form von potentieller Energie (Lageenergie) in einem Stausee speichert. Das Wasser wird durch elektrische Pumpen in den Speicher gehoben, um später wieder für den Antrieb von Turbinen zur Stromerzeugung benutzt werden zu können. So wird in nachfrageschwachen Zeiten ein Überangebot von elektrischer Energie im Stromnetz aufgenommen und bei Spitzenlast wieder ins Netz abgegeben.
Pumpspeicherkraftwerke waren bislang in Ländern mit geeigneten geographischen Höhenunterschieden die dominierende Technik, um elektrische Energie in großem Maßstab zu speichern, da sie den besten Wirkungsgrad erzielten. Seit etwa 2020 werden in zunehmendem Maße auch Batterie-Speicherkraftwerke eingesetzt.
Obwohl auch unterirdische Druckluftspeicherkraftwerke durch Pumpen befüllt werden, zählt man diese in der Regel nicht zu den Pumpspeicherkraftwerken.

## Geschichte

### Vorindustrielle Vorgänger
Das grundlegende Prinzip der Speicherung von Wasser als bewegte „Lageenergie“ wurde bereits in der Spätphase des solar-agrarischen Zeitalters – kurz vor Beginn der Industrialisierung – genutzt. Windmühlen, die in der Produktion volatiler waren als Wassermühlen, pumpten Wasser in ein höhergelegenes Reservoir, aus dem wiederum Wassermühlen kontinuierlich gespeist wurden; ein Vorgang, der v. a. in der Textilindustrie genutzt wurde, wo es besonders auf eine fein dosierbare, regelmäßige Bewegung der mechanisch angetriebenen Webstühle ankam. Damit konnte die Arbeitsfähigkeit der in dieser Zeit besonders wertvollen und deshalb stark genutzten Wasserkraft durch Windkraft erhöht werden. Einschränkung war, dass dieses Produktionsprinzip nur in einem engen räumlichen Zusammenhang genutzt werden konnte.

### Erste moderne PSW
Eines der ältesten Pumpspeicherwerke wurde in Gattikon an der Sihl installiert. Die Anlage beförderte mit einer Jonval-Turbine pro Sekunde einen Kubikmeter Wasser in den künstlich angelegten Waldweiher. Bei niedrigem Wasserstand der Sihl wurde das Wasser aus dem Weiher wieder abgelassen und einem Niederdruck-Laufwasserkraftwerk zugeführt, das mechanisch die Transmissionen einer Weberei antrieb. Die Anlage war von 1863 bis 1911 in Betrieb. Mit dem Anschluss der Weberei an das Stromnetz wurde der Pumpbetrieb eingestellt, die Anlagenteile wurden erst in den 1980er-Jahren abgetragen, um Platz für Wohnüberbauungen zu schaffen.

### Entwicklung seit den 1920ern
In kleinem Maßstab wurden moderne Pumpspeicherkraftwerke erstmals in den 1920er Jahren realisiert (so in Elbnähe das Pumpspeicherwerk Niederwartha). Einer der deutschen Ingenieure, die die Technik für großdimensionierte Pumpspeicherkraftwerke als weltweite Pionierleistung geplant haben, war Arthur Koepchen. Nach ihm wurde das 1930 in Betrieb genommene PSW Koepchenwerk der RWE AG in Herdecke an der Ruhr benannt. In der Liste von Pumpspeicherkraftwerken findet sich eine Zusammenstellung.
Ursprünglich dienten Pumpspeicherkraftwerke vor allem zur kurzfristigen Bereitstellung von teurer Spitzenlast und der besseren Auslastung von Grundlastkraftwerken wie Kernkraftwerken oder Braunkohlekraftwerken. Diese liefern möglichst konstante Leistung und können, abgesehen von Notfällen wie einem Lastabwurf, ökonomisch nur innerhalb von Stunden oder Tagen hoch- und heruntergefahren werden. Gleichzeitig gibt es im Tages- und Wochenverlauf einen stark schwankenden Stromverbrauch, der stets exakt gedeckt werden muss. Pumpspeicherkraftwerke boten eine Möglichkeit, den z. B. nachts oder zu absatzschwachen Tageszeiten ins Netz eingespeisten Grundlaststrom, der zu vergleichsweise günstigen Preisen verfügbar war, zeitlich versetzt in deutlich teurer absetzbaren Strom für Bedarfsspitzen umzuwandeln. Der Verkaufspreis bei diesem Geschäft kann ein Vielfaches des Einkaufspreises betragen, was den Betrieb von Pumpspeicherkraftwerken wirtschaftlich sinnvoll machte. Es war von Anfang an klar, dass dieses System technisch funktioniert, aber der ökonomische Nutzen wurde erst durch die Inbetriebnahme des Koepchenwerkes nachgewiesen. Die Existenz von Pumpspeicherkraftwerken sicherte damit einen Teil der wirtschaftlichen Risiken thermischer Grundlast-Kraftwerke ab, die so auch nachts praktisch nicht benötigten Strom ins Netz einspeisen konnten.

### Energiewende
Mit dem Ausbau der erneuerbaren Energie im Zuge der Energiewende hat sich das Betriebsmuster von Pumpspeicherkraftwerken deutlich gewandelt. Insbesondere im Sommer, wenn die Photovoltaik tagsüber große Mengen elektrischer Energie ins Netz speist, wird die Mittagsspitze und häufig auch große Teile der Mittellast von Photovoltaikanlagen gedeckt, so dass sich die Betriebszeiten von Pumpspeichern stärker in die Morgen- und Abendstunden verschieben. Gleichzeitig führt der Ausbau von Wind- und Solarenergie langfristig zu einem zunehmenden Speicherbedarf, um die volatile Erzeugung ausgleichen zu können. Daher wird, neben der lokalen Batteriespeicherung bei kleinen Hausanlagen, mit einer steigenden Bedeutung von Speicherkraftwerken, darunter Pumpspeicherkraftwerken gerechnet.
Eine relevante Dimension erreicht der Speicherbedarf ab einem regenerativen Anteil von 60–80 % an der gesamten Stromversorgung. Bei geringeren Anteilen sind Flexibilitätsoptionen wie Lastmanagement, flexibler Betrieb von konventionellen Kraftwerken und der Ausbau der Stromnetze ökonomisch zweckmäßigere Optionen zum Ausgleich der Schwankungen. Alternative Speichertechniken, z. B.die elektrothermische Speicherung von Energie in (Vulkan)gestein befinden sich in der Erprobung. 2019 wurde in Hamburg die Pilotanlage eines elektrothermischen Energiespeichers in Betrieb genommen.
Mit sinkenden Herstellungskosten könnten Batterie-Speicherkraftwerke in Zukunft konkurrenzfähig zu Pumpspeichern werden.

## Technik

### Funktionsweise

Prinzipaufbau eines Pumpspeicherkraftwerks mit ternärem Maschinensatz im Generator- oder Pumpbetrieb

Detaillierte Querschnittszeichnung am Beispiel des Raccoon-Mountain-Pumpspeicherwerks

Im Prinzip besteht jedes Pumpspeicherkraftwerk, wie in nebenstehender Skizze dargestellt, mindestens aus einem oberen Speicherbecken (Oberwasserbecken) und einem unteren Tiefbecken (auch Unterwasserbecken genannt). Zwischen beiden Becken bestehen eine oder mehrere Druckrohrleitungen. In der Maschinenhalle des Kraftwerks befinden sich im einfachsten Fall eine Wasserturbine, eine Pumpe und eine rotierende elektrische Maschine, welche wahlweise als elektrischer Generator oder als Elektromotor betrieben werden kann und in der Skizze in der Farbe Rot eingezeichnet ist. Bei größeren Pumpspeicherkraftwerken sind mehrere solche Einheiten in Parallelbetrieb vorhanden.
Die Turbine, die elektrische Maschine und die Pumpe samt Hilfseinrichtungen wie Kupplungen und Anwurfturbine sind auf einer gemeinsamen Welle montiert. Die elektrische Maschine ist üblicherweise, wie in anderen Kraftwerken, als eine Drehstrom-Synchronmaschine mit Erregermaschine ausgeführt. Da Synchronmaschinen im Motorbetrieb für das Starten des Pumpbetriebs aufgrund des Massenträgheitsmoments nicht von alleine aus dem Stillstand sicher anlaufen können, sind je nach Kraftwerk Hilfseinrichtungen wie eine kleinere Anwurfturbine vorgesehen, um den Motor für den Pumpbetrieb zunächst auf Drehzahl bringen zu können. Alternativ sind in manchen Pumpspeicherkraftwerken für den Pumpbetrieb eigene Drehstrom-Asynchronmaschinen als Antriebsmotor vorgesehen, welche keine Anlaufprobleme aufweisen. Die Synchronmaschine wird dann ausschließlich als Generator betrieben.
Während die elektrische Maschine sowohl im Generator- als auch Motorbetrieb arbeiten kann, können Turbinen üblicherweise nicht auch als Pumpe arbeiten. Aus diesem Grund ist die Pumpe von der Turbine, ausgeführt als Francisturbine oder Freistrahlturbine, als eigenständige Einheit getrennt und je nach Betriebsmodus über Absperrschieber mit der Druckrohrleitung verbunden. Die Turbine ist leerlauffest, das heißt, dass im Pumpbetrieb die Turbine ohne Funktion leer mitläuft. Bei der Pumpe würde im Generatorbetrieb ein Leerlauf zu Schäden führen, deswegen muss die Pumpe im Generatorbetrieb mittels einer Kupplung von der Welle getrennt werden.
Die Kraftwerkshalle muss unterhalb der geodätischen Saughöhe des Tiefbeckens (zur Vermeidung von Kavitation noch deutlich darunter) liegen und wird häufig als Kavernenkraftwerk ausgeführt, wie in zweiter Skizze anhand des Raccoon-Mountain-Pumpspeicherwerks dargestellt. Bei manchen Pumpspeicherkraftwerken wie dem Pumpspeicherkraftwerk Blenheim-Gilboa befindet sich die Maschinenhalle gänzlich im unteren Tiefbecken.
Weiter kommt es beim Schließen der Absperrschieber in den Druckleitungen, z. B. beim Umschaltvorgang vom Generator- in den Pumpbetrieb, zu Druckstößen. Um diese auszugleichen, wird ein Wasserschloss vorgesehen, welches Druckstöße ausgleicht und so Schäden an den Druckleitungen verhindert. Pumpspeicherkraftwerke können mit sehr hohen Fallhöhen bis zu 2000 m betrieben werden.
Bei einem Speicherkraftwerk entfällt das untere Tiefbecken und die Pumpeinrichtung. Das obere Speicherbecken benötigt bei einem Speicherkraftwerk zwangsläufig einen Zufluss. Bei Pumpspeicherkraftwerken wird zwischen solchen mit Zufluss im oberen Speicherbecken und solchen ohne Zufluss unterschieden. Neben dieser klassischen Bauweise werden bei kleineren Leistungen auch Pumpturbinenkraftwerke gebaut, die anstelle der Turbine und der Pumpe mit Pumpturbinen ausgerüstet sind. Bei der Pumpturbine handelt es sich um eine Strömungsmaschine, die in beiden Richtungen durchströmt werden kann und je nach Drehrichtung als Pumpe oder Turbine arbeitet.
Die Energiemenge, in diesem Zusammenhang üblicherweise ausgedrückt in Megawattstunden, ist abhängig von der speicherbaren Wassermenge und dem nutzbaren Höhenunterschied zwischen dem Oberbecken und der Turbine. Bei reinen Pumpspeicherwerken ist die Speicherkapazität meist so ausgelegt, dass die Generatoren zumindest vier bis acht Stunden unter Volllast elektrische Energie produzieren können.
Bei einigen Speicherkraftwerken werden die Speicherbecken durch einen natürlichen See mittels Staumauer oder Staudamm vergrößert, zum Beispiel beim Schluchsee. Einige Speicherbecken sind natürliche Seen ohne solche Vergrößerungen, einige wenige Speicherbecken wurden ausschließlich künstlich angelegt, zum Beispiel Hornbergbecken, Eggbergbecken und bei dem Pumpspeicherkraftwerk Geesthacht.

### Wirkungsgrad

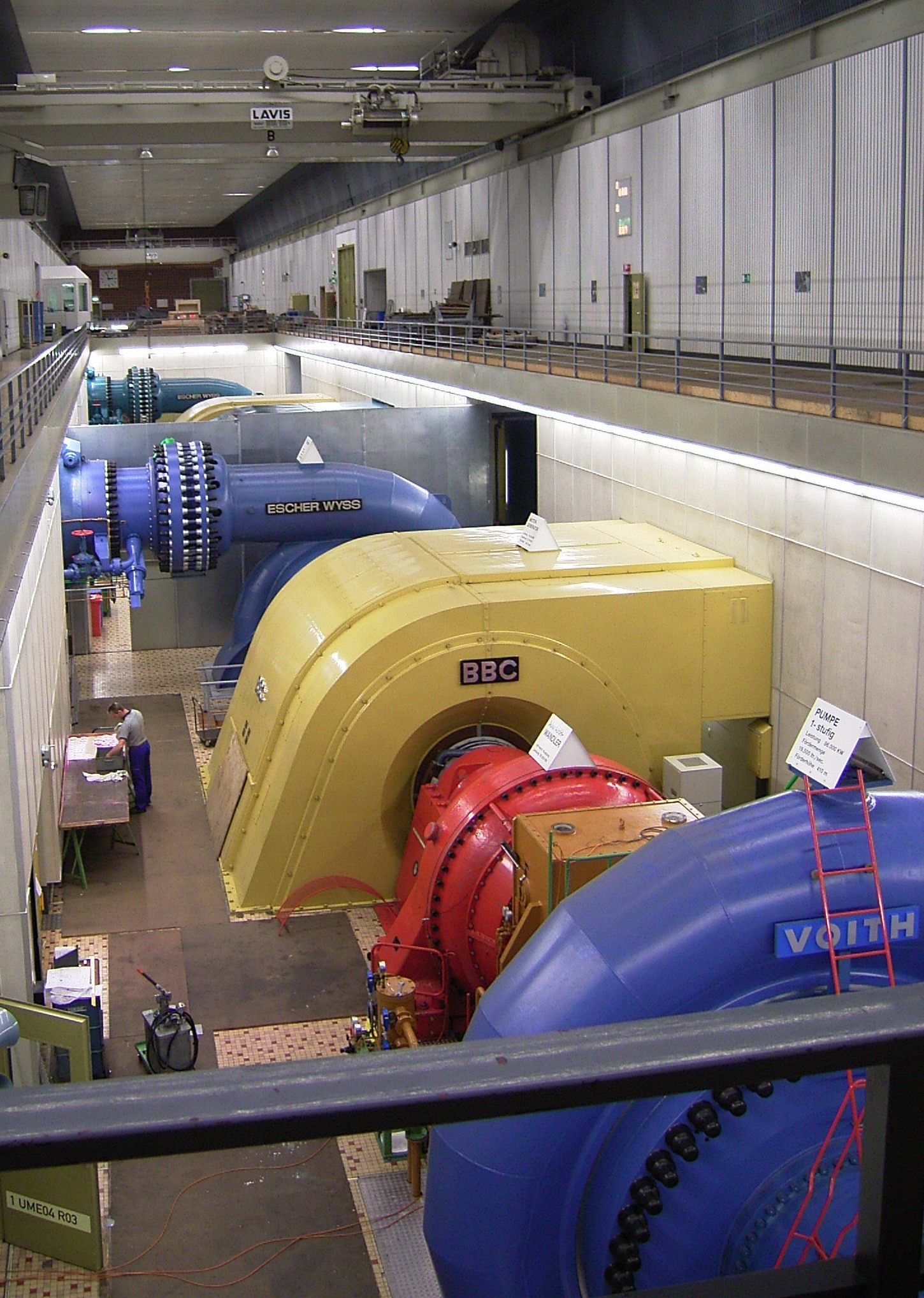
Kraftwerkskaverne mit Turbine (in Blau, hinten) und Pumpe (in Blau, rechts vorne) und gelb lackierter elektrischer Maschine

Grundsätzlich wird im Pumpspeicherkraftwerk mehr Strom zum Hochpumpen benötigt als beim Herabfließen zurückgewonnen werden kann. Verluste entstehen durch die Reibungsverluste des fließenden Wassers (hydraulische Verluste), den Wirkungsgrad der Pumpe (Ladevorgang) bzw. Turbine (Entladevorgang) sowie durch Trafoverluste. Der Gesamtwirkungsgrad eines Pumpspeicherkraftwerkes liegt bei 75–80 %, in Ausnahmefällen etwas höher.
Hinzu kommen weitere Übertragungsverluste für Hin- und Rücktransport der elektrischen Energie. Diese hängen ab von der geographischen Distanz zwischen Energieerzeuger, Pumpspeicherung und Energieverbraucher.

### Energiedichte
Die Energiedichte {\displaystyle w} eines Pumpspeicherkraftwerks wird durch die folgende Gleichung berechnet.
{\displaystyle w_{pot}=\rho _{w}\cdot g\cdot h}
Mit der Dichte des Wassers {\displaystyle \rho _{w}}, der Erdbeschleunigung {\displaystyle g} und der Höhendifferenz {\displaystyle h}.
Damit ergibt sich eine auf {\displaystyle 100\,\mathrm {m} } normierte Energiedichte von
{\displaystyle w_{pot,100m}=272\,{\frac {\mathrm {Wh} }{\mathrm {m^{3}} }}}.

## Energiewirtschaftliche Bedeutung

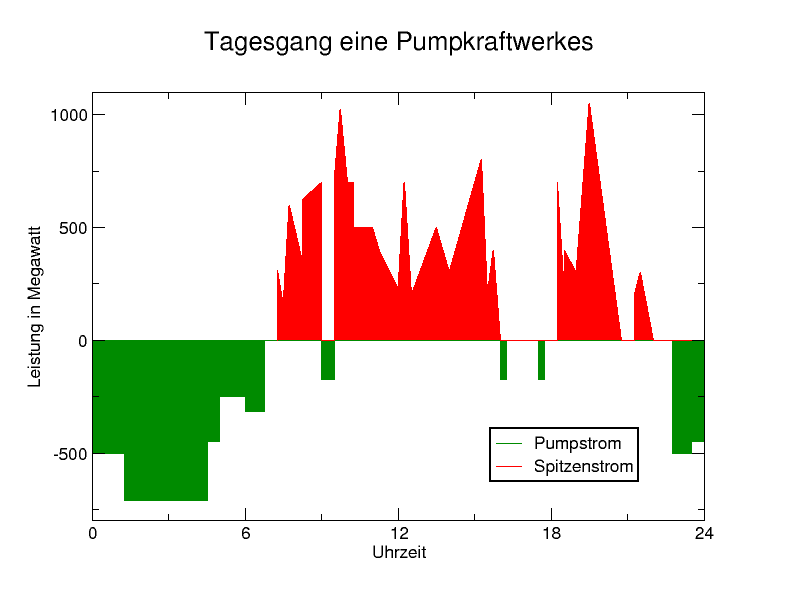
Tagesgang eines Pumpspeicherkraftwerkes. Grün bedeutet Leistungsaufnahme aus dem Netz durch Pumpen, Rot Leistungsabgabe ins Netz durch die Turbine.

Die Fähigkeit der Pumpspeicherkraftwerke, sowohl Energie aufzunehmen als auch abzugeben, wird im Rahmen der Einsatzoptimierung der Speicherkraftwerke marktoptimal genutzt. Durch die hohe Flexibilität ihres Einsatzes eignen sie sich besonders gut zur Bereitstellung von Regelleistung. Die Erzeugungsleistung steht wie bei Speicherkraftwerken bei Bedarf innerhalb von Minuten zur Verfügung und kann in einem weiten Bereich flexibel geregelt werden. Der Pumpbetrieb kann flexibel auf unterschiedlich hohe Leistungsüberschüsse im Netz angepasst werden, wenn zwei voneinander getrennte Steig- und Fallrohre vorhanden sind (Schluchseewerk), das Prinzip des hydraulischen Kurzschlusses angewandt wird (Kopswerk II) oder Asynchronmaschinen die Pumpen antreiben (PSW Goldisthal).
Dank ihrer Schwarzstartfähigkeit können Pumpspeicherkraftwerke bei großflächigen Stromausfällen zum Anfahren anderer nicht schwarzstartfähiger Kraftwerke wie Kohlekraftwerke eingesetzt werden.
In seinem Sondergutachten „100 % erneuerbare Stromversorgung bis 2050: klimaverträglich, sicher, bezahlbar“ von Mai 2010 geht der von der Bundesregierung eingesetzte Sachverständigenrat für Umweltfragen davon aus, dass die Kapazitäten bestehender Speicherkraftwerke insbesondere in Norwegen (bis zu 84 TWh Wasserbeckenkapazität bestehender Speicherkraftwerke) und Schweden bei weitem ausreichen, um Schwankungen der zukünftig eingespeisten erneuerbaren Energien auszugleichen, wenn einige von ihnen zu Pumpspeichern ausgebaut würden. Die von der EU-Kommission finanzierte „eStorage“-Studie kam allerdings 2015 auf wesentlich geringere Werte: Ihr zufolge beträgt das realisierbare Potenzial im untersuchten Gebiet (grob Westeuropa einschließlich Norwegen und Schweden) nur rund 2,3 TWh, davon 1,4 TWh in Norwegen. In jedem Fall erfordert die Nutzung skandinavischer Speicherkapazitäten einen erheblichen Ausbau der Nord-Süd-Netzanbindung. Die derzeitigen Kapazitäten in Deutschland (neuere Schätzungen im Zusammenhang mit Wind- bzw. Solargas sprechen von ca. 0,6 TWh) sind hierfür zu gering. Die Aufträge für den Bau der ersten, 560 Kilometer langen, direkten HGÜ-Verbindung zwischen Deutschland und Norwegen (NordLink) wurden Anfang 2015 vergeben, Ende 2020 begann die Nutzung.
Zum Ausgleich von Schwankungen in Deutschland spielen die Pumpspeicherkraftwerke in Österreich eine wichtige Rolle. 2014 betrug der Stromexport von Deutschland nach Österreich 39,2 TWh, der Import von Österreich nach Deutschland 17,0 TWh. Die maximale Speicherkapazität aller österreichischen (Pump-)Speicherkraftwerke beträgt derzeit ca. 3 TWh; für Pumpspeicherkraftwerke allein liegen keine Daten vor. In einer Studie der Energy Economics Group der Technischen Universität Wien wird angenommen, dass die Mehrheit der Pumpspeicherkraftwerk-Neuinstallationen lediglich Erweiterungen/Aufrüstungen von bestehenden Anlagen sind und deshalb zukünftig keine bzw. nur eine vernachlässigbare Erhöhung der Speicherkapazität zu erwarten sei.

## Wirtschaftlichkeit

### Deutschland

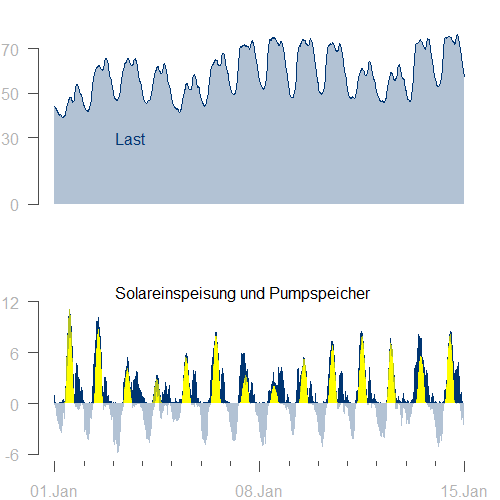

Aufgrund der dicht besiedelten Landschaft werden in Deutschland in Zukunft kaum noch Pumpspeicherwerke errichtet werden können. Die installierte Leistung beträgt 9,4 GW (Stand 2021).
Das 2003 fertiggestellte Pumpspeicherwerk Goldisthal im Thüringer Schiefergebirge ist das einzige in den letzten Jahrzehnten neu gebaute Pumpspeicherkraftwerk.
Die Vollkosten, um elektrische Energie in einem Pumpspeicherkraftwerk für einen Tag zu speichern, liegen bei 3 bis 5 Cent/kWh.
Da die Stromabnahme von Pumpspeichern im Rahmen der energiewirtschaftlichen Marktrollen als Endverbrauch gewertet wird, sind Pumpspeicherwerke nach Angaben der Kraftwerksbetreiber gegenwärtig (Stand August 2022) praktisch nicht wirtschaftlich zu betreiben. Neu gebaute Anlagen und seit 2011 ausgebaute Anlagen sind jedoch in den ersten zehn Jahren vom Netznutzungsentgelt befreit. Gleichzeitig sinken die Einnahmen, da der Unterschied der Strompreise im Tagesverlauf geringer ist als früher. Zum einen liegt dies an der Abschaltung von Atomkraftwerken, den Hauptverursachern des nächtlichen Strom-Überangebots, zum anderen an der Zunahme des tagsüber verfügbaren Sonnenstroms.

#### Urteil zu Netzentgelten
2009 entschied der Bundesgerichtshof: Der Betreiber eines Pumpspeicherkraftwerks, der für dessen Betrieb aus dem Netz Strom entnimmt, ist Letztverbraucher i. S. des § 3 Nr. 25 EnWG und damit entgeltpflichtiger Netznutzer nach § 14 Abs. 1 Satz 1 StromNEV. Im Bezugsfall hatte ein Energieversorgungsunternehmen Beschwerde eingelegt. Vor 2009 wurden Netznutzungs-Entgelte nur für den gelieferten Strom fällig, nicht für Energie, die im Zuge der Produktionskette zu Speichern transportiert wurde. Nachdem die Bundesnetzagentur von dieser Praxis abwich, ging der Fall bis zum BGH; dort wurde Pumpspeicherkraftwerken die Eigenschaft als Kraftwerk höchstinstanzlich abgesprochen. Hierdurch wurde die Wirtschaftlichkeit von Stromspeichern, die im Zuge der Energiewende zur Abdeckung der Grundlast aus erneuerbaren Energiequellen benötigt werden, drastisch herabgesetzt.

### Schweiz
Am 1. Juli 2022 ging das PSK Nant de Drance in Betrieb, das eine Leistung von 900 MW aufweist und 2,2 Mrd. Franken gekostet hat. Laut NZZ ist ein wirtschaftlicher Betrieb aufgrund veränderter wirtschaftlicher Rahmenbedingungen nicht gesichert.

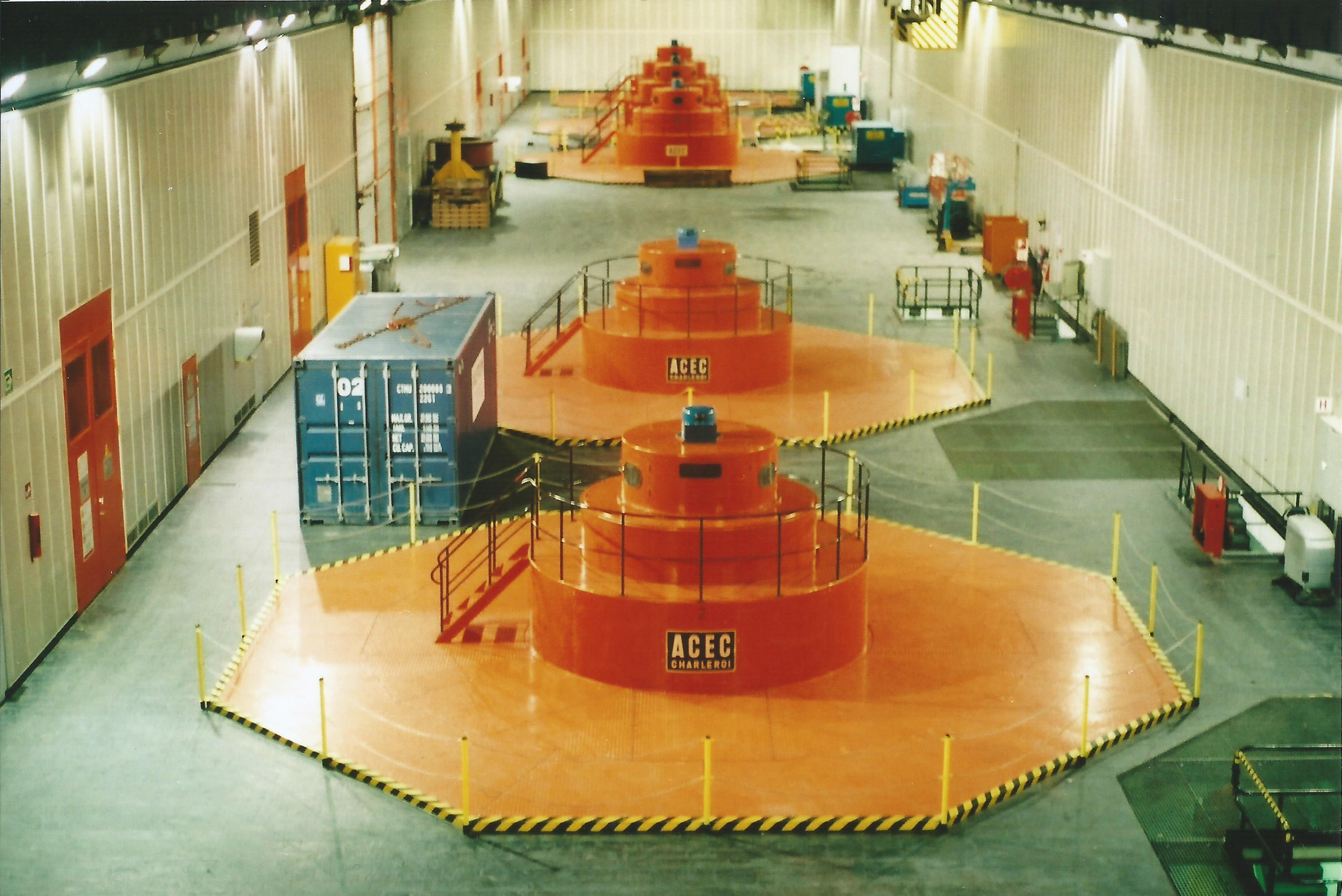
Pumpspeicherkraftwerk Coo-Trois-Ponts in Belgien (2013)

## Bauformen

### Oberirdische Pumpspeicherkraftwerke
Weltweit existieren Pumpspeicherkraftwerke mit einer installierten Leistung von ca. 130 GW (Stand 2015). Das weltweit leistungsstärkste Pumpspeicherkraftwerk war die Bath County Pumped Storage Station mit einer Leistung von 3003 MW bis zum Jahreswechsel 2021/2022 das Pumpspeicherkraftwerk Fengning mit 3600 MW in Betrieb ging.

#### Deutschland

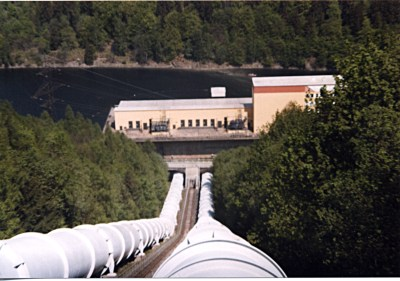
Rohrleitungen des Pumpspeicherkraftwerks Wendefurth an der Talsperre Wendefurth im Harz

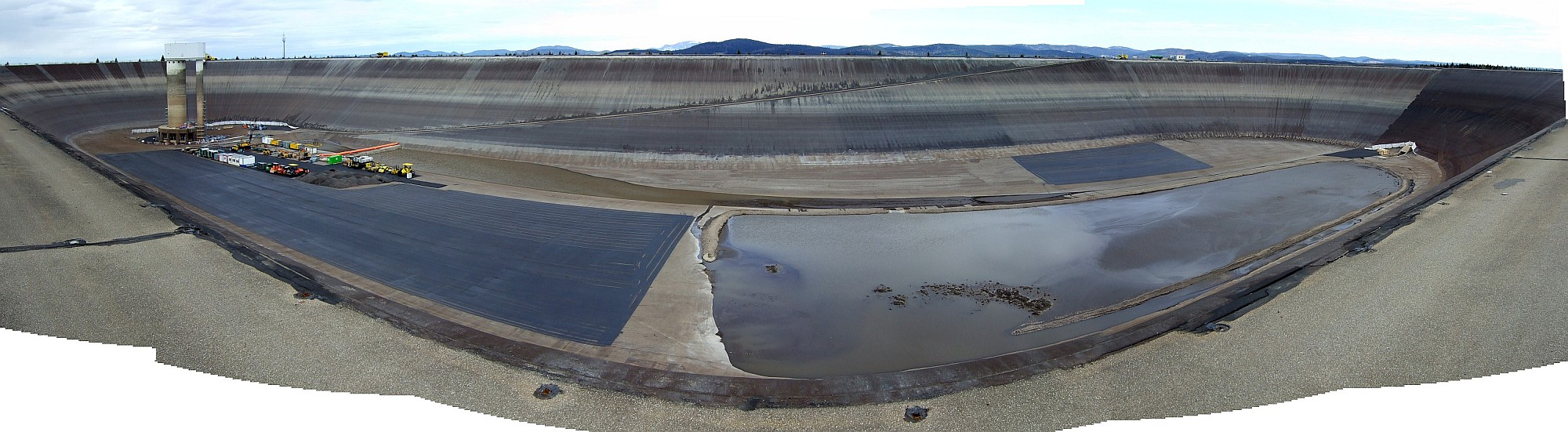
Das Oberbecken des Pumpspeicherkraftwerks Wehr, das Hornbergbecken im Südschwarzwald, in geleertem Zustand, Mai 2008

In Deutschland ist eine Pumpspeicherleistung von etwa 9,4 GW (Gigawatt) installiert. Die Pumpspeicherkraftwerke sind für eine Stromlieferung von 4–8 Stunden ausgelegt, können somit mehr als einen Zyklus in 24 Stunden durchführen; Pumpbetrieb üblicherweise nachts sowie an sonnigen Tagen zur Mittagszeit mit Solarstromüberschuss, Leistungsbetrieb morgens und abends. Die Gesamtspeicherkapazität beträgt etwa 37 GWh (Stand 2020). Im Jahr 2006 erzeugten die deutschen Pumpspeicherkraftwerke 4.042 GWh elektrischer Energie; das ist ein Anteil von rund 0,65 % der Stromerzeugung. Dem stand eine Pumparbeit von 5.829 GWh gegenüber, sodass der durchschnittliche Wirkungsgrad bei knapp 70 % lag.

#### Österreich
In Österreich ist eine Speicherleistung von etwa 7,2 GW (Gigawatt) installiert; davon stehen ca. 3,4 GW in Form von Pumpspeicherkraftwerken zur Verfügung (siehe Liste österreichischer Kraftwerke, hier insbesondere Pumpspeicherkraftwerke).

#### Schweiz
In der Schweiz unterscheidet das Bundesamt für Energie zwischen Pumpspeicherwerken und reinen Umwälzwerken. Pumpspeicherwerke sind Speicherkraftwerke, deren Stausee mit zusätzlich hochgepumptem Wasser angereichert werden kann. Bei reinen Umwälzwerken befindet sich im Oberbecken nur Wasser, das aus dem Unterbecken hochgepumpt wurde. Die größten Umwälzwerke in der Schweiz sind die 2016 in Betrieb genommene Zentrale Limmern des Kraftwerks Linth-Limmern, die eine Leistung von 1 GW hat und das Kraftwerk Veytaux, das Wasser vom Genfersee im Lac de l’Hongrin speichert. Im Jahr 2022 ging das Umwälzwerk Nant de Drance in Betrieb, es weist eine Leistung von 900 MW vor.
Die meisten Kraftwerke, die pumpen können, gelten als Umwälzwerke. Die einzigen beiden großen Pumpspeicherkraftwerke sind die Zentralen Grimsel 2 der KWO und Tierfehd des Kraftwerks Linth-Limmern. Dazu kommt noch das Pumpspeicherwerk Engeweiher in Schaffhausen, die älteste Anlage in der Schweiz aus dem Jahre 1909, die 1993 revidiert wurde und heute 5 MW leisten kann.
Nach der offiziellen Statistik werden von den 121 Speicherkraftwerken mit einer Leistung größer 300 kW nur die oben drei Kraftwerke als Pumpspeicherkraftwerke und weitere 18 Anlagen als Umwälzwerke angesehen. Die gesamte installierte Pumpenleistung beträgt 3,6 GW.

### Unterirdische Pumpspeicherkraftwerke
Tunnelsysteme können an Stelle oberirdischer Seen genutzt werden und die Ausbaumöglichkeiten erheblich erweitern.

### Besondere Bauform: Kugelpumpspeicher unter Wasser
Um künftig das Speichern von Energie in der Nähe von Offshore-Windparks zu ermöglichen, entwickelt das Fraunhofer-Institut für Windenergie und Energiesystemtechnik Kassel im Projekt StEnSEA (Storing Energy at Sea) einen Hohlkugelspeicher aus Beton. Erfolgversprechende Testläufe fanden 2016 im Bodensee statt.
Das Prinzip gleicht dem herkömmlicher Pumpspeicherkraftwerke, nur wird hier nicht der Höhenunterschied zweier Speicher genutzt, sondern der Unterschied zwischen dem Wasserdruck außerhalb des Kugelspeichers und dem leeren Kugelinneren: Einströmendes Wasser treibt eine Turbine an, deren angehängter Generator Strom erzeugt. Bei einem Überschuss an elektrischer Leistung wird das Wasser wieder aus der Kugel gepumpt. Sowohl die Leistung als auch die speicherbare Energiemenge hängen ab von Volumen und Tauchtiefe der Hohlkugel.

## Energiespeicherung in Pumpspeicherkraftwerken in Europa
| Land                   | 1990  | 1995  | 2000  | 2005  | 2010  | 2011  |
| ---------------------- | ----- | ----- | ----- | ----- | ----- | ----- |
| Belgien                | 624   | 889   | 1.237 | 1.307 | 1.348 | 1.127 |
| Bulgarien              | 0     | 0     | 0     | 0     | 0     | 0     |
| Dänemark               | 0     | 0     | 0     | 0     | 0     | 0     |
| Deutschland            | 2.342 | 4.187 | 4.176 | 7.015 | 6.785 | 6.099 |
| Estland                | 0     | 0     | 0     | 0     | 0     | 0     |
| Finnland               | 0     | 0     | 0     | 0     | 0     | 0     |
| Frankreich             | 3.459 | 2.961 | 4.621 | 4.659 | 4.812 | 5.074 |
| Griechenland           | 228   | 253   | 418   | 593   | 25    | 264   |
| Irland                 | 283   | 252   | 301   | 340   | 175   | 0     |
| Island                 | 0     | 0     | 0     | 0     | ‡     | ‡     |
| Italien                | 3.372 | 4.057 | 6.603 | 6.765 | 3.290 | 1.934 |
| Kroatien               | 0     | 0     | 18    | 105   | 106   | 129   |
| Lettland               | 0     | 0     | 0     | 0     | 0     | 0     |
| Litauen                | 0     | 358   | 287   | 354   | 741   | 564   |
| Luxemburg              | 746   | 743   | 737   | 777   | 1.353 | 1.069 |
| Malta                  | 0     | 0     | 0     | 0     | 0     | 0     |
| Nordmazedonien         | 0     | 0     | 0     | 0     | 0     | 0     |
| Niederlande            | 0     | 0     | 0     | 0     | 0     | 0     |
| Norwegen               | 223   | 838   | 396   | 734   | 378   | 1.240 |
| Österreich             | 988   | 1.037 | 1.369 | 2.319 | 3.163 | 3.504 |
| Polen                  | 1.877 | 1.947 | 1.991 | 1.566 | 560   | 422   |
| Portugal               | 140   | 107   | 381   | 376   | 391   | 564   |
| Rumänien               | 0     | 0     | 0     | 0     | 360   | 218   |
| Schweden               | 525   | 57    | 35    | 67    | 103   | 122   |
| Schweiz                | 1.134 | 769   | 1.357 | 1.820 | 1.738 | ‡     |
| Slowakei               | 558   | 300   | 318   | 103   | 394   | 368   |
| Slowenien              | 0     | 0     | 0     | 0     | 184   | 143   |
| Spanien                | 702   | 1.493 | 3.490 | 4.552 | 3.152 | 2.275 |
| Tschechien             | 288   | 272   | 555   | 647   | 591   | 701   |
| Türkei                 | 0     | 0     | 0     | 0     | 0     | 0     |
| Ungarn                 | 0     | 0     | 0     | 0     | 0     | 0     |
| Vereinigtes Königreich | 1.892 | 1.502 | 2.603 | 2.776 | 3.139 | 2.895 |
| Zypern                 | 0     | 0     | 0     | 0     | 0     | 0     |

## Umweltprobleme
Der Bau von Pumpspeicherkraftwerken bedeutet einen erheblichen Eingriff in die Ökologie und ins Landschaftsbild. Gegner von Pumpspeicherkraftwerken halten den Eingriff in Natur und Landschaft teils für unvertretbar. Da die Speicherbecken einerseits dicht sein, andererseits der regelmäßigen Beanspruchung und Erosion durch wechselnde Wasserstände standhalten müssen, werden diese meistens betoniert oder asphaltiert, wodurch sich keine natürliche Ufervegetation bilden kann. Der häufige Wasserwechsel mit einer völligen Durchmischung verhindert das Einstellen einer naturnahen Limnologie im Wasserkörper. Sofern die Becken durch Dämme eingestaut sind, besteht das geringe Risiko eines Dammbruches wie 2005 beim Pumpspeicherkraftwerk Taum Sauk in den USA. Aufgrund der sehr großen Rohrdurchmesser könnte auch ein Rohrbruch erhebliche Schäden und Überschwemmungen auslösen.